# 스웨덴 아카데미
스웨덴 아카데미(스웨덴어: Svenska Akademien, 영어: Swedish Academy) 또는 스웨덴 한림원은 구스타프 3세에 의해 1786년에 설립된 스웨덴의 왕립 아카데미이다. 구스타프3세가 프랑스 문화의 애호가였기 때문에, 프랑스 학사원을 본떠 설립했다. 스웨덴 한림원은 노벨 문학상 선정위원회를 겸하고 있다.

## 미투 논란

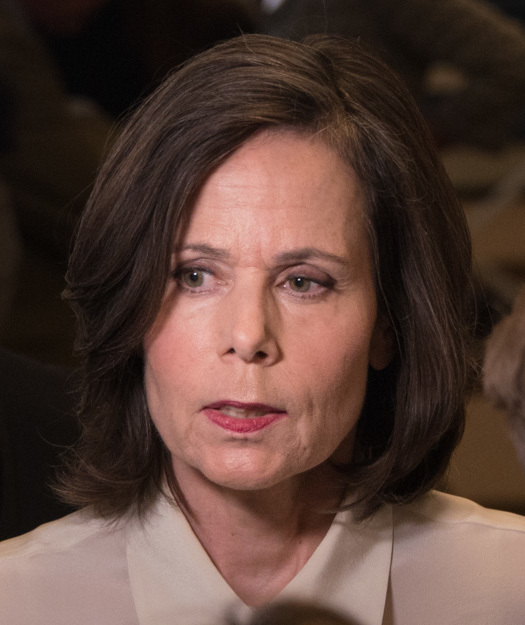
미투 논란에 책임을 지고 사직한 사라 다니우스 전 사무총장

한림원 위원인 카타리나 프로스텐손의 남편인 장 클로드 아르노가 1996년부터 2017년까지 한림원이 소유한 스톡홀름과 프랑스 파리의 아파트에서 여성 18명을 성폭행했다는 미투 폭로가 제기되었다. 이에 더불어 프로스텐손이 노벨상 수상자를 사전에 유출한 혐의를 받아 종신위원 3명이 그녀를 해임하라고 하였지만 거부되었고, 이에 반발한 종신위원들이 사직하였다. 이에 책임을 지고 사라 다니우스 종신 사무총장이 사직하였다. 이 여파로 2018년 노벨문학상의 선정과 시상이 취소되었다.

## 같이 보기
- 도블로 상